# Raymond du Temple
Raymond du Temple († 1404) byl francouzský architekt a stavitel.

## Životopis

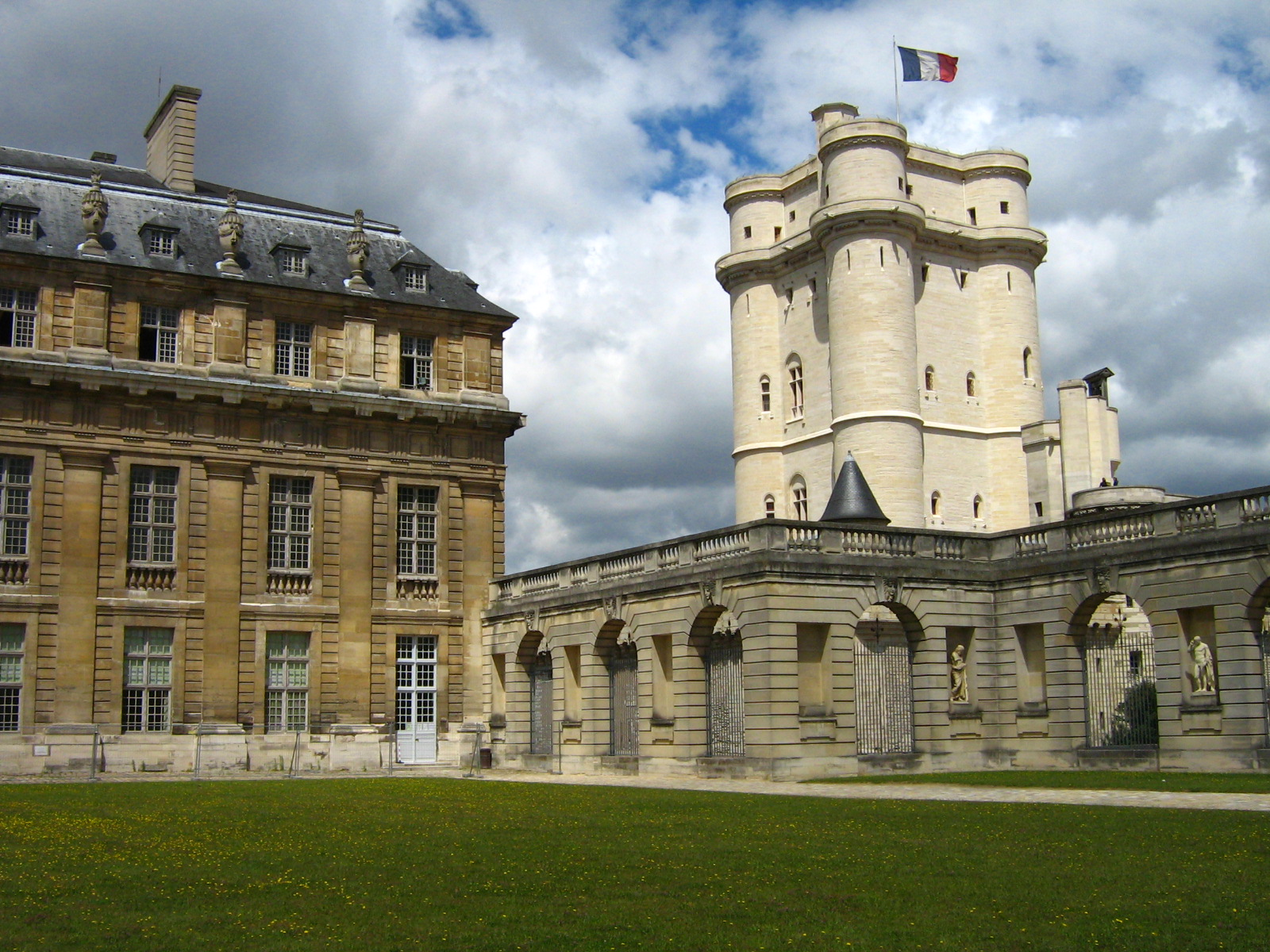
Donjon zámku ve Vincennes.

V roce 1356 byl jmenován kontrolorem díla Jeana le Bouteillera, který od roku 1351 pracoval na kůru katedrály Notre-Dame. Od roku 1361 pracoval na stavbě donjonu hradu Vincennes, od roku 1363 na úpravách pařížského hradu Saint-Pol, tehdy hlavním královském sídle v Paříži, jehož zpříjemněním pověřil král.
Byl královským architektem po celou dobu vlády Karla V., tedy od roku 1364 do roku 1380. V roce 1364 začal pracovat na stavbě Louvru, kde postavil schodiště ve věži. Od roku 1373 působil opět na hradě Vincennes, kde stavěl hradby, neboť Karel V. jej chtěl rozšířit na uzavřený komplex. V roce 1375 byl stavitelem Collège de Beauvais v Paříži, z níž se dochovala pouze kaple.
15 let po ukončení svého působení ve funkci královského architekta ho pověřil Guy VI. de la Trémoille stavbou donjonu na hradě v Sully-sur-Loire. O tři roky později, když král Karel VI. nařídil obnovu Petit Pont v Paříži, který byl zničen při povodni o dva roky dříve (1393), byl jeho stavbou pověřen Raymond du Temple. Jeho stavba se však byla také zničena při povodni v roce 1408.